# Mixolimnion
Als Mixolimnion bezeichnet man in der physikalischen Limnologie den oberen Wasserkörper in meromiktischen Seen, der wie in einem normalen holomiktischen See eine jahreszyklische Umschichtung erfährt. Dieser Wasserkörper benimmt sich wie ein normaler See mit Epilimnion, Metalimnion und in der Regel auch einem Hypolimnion, jedoch mit dem Unterschied, dass an Stelle des Seebodens sich eine Tiefenwasserschicht (Monimolimnion) befindet, die durch ihre Tiefe und ihre höhere Dichte von der Wasserzirkulation nicht erfasst wird. Das Mixolimnion verliert ständig durch Sedimentation Biomasse und damit Nährstoffe an das  Monimolimnion.
Unter ungünstigen Bedingungen kann bei der jährlichen Zirkulation auch einmal ein Teil des Monimolimnions in die Durchmischung einbezogen werden. Wegen dessen hohem Gehalt an giftigen Abbauprodukten (z. B. Schwefelwasserstoff) kann es dann zu einem Fischsterben im Mixolimnion kommen.